# Gerlachshöhe

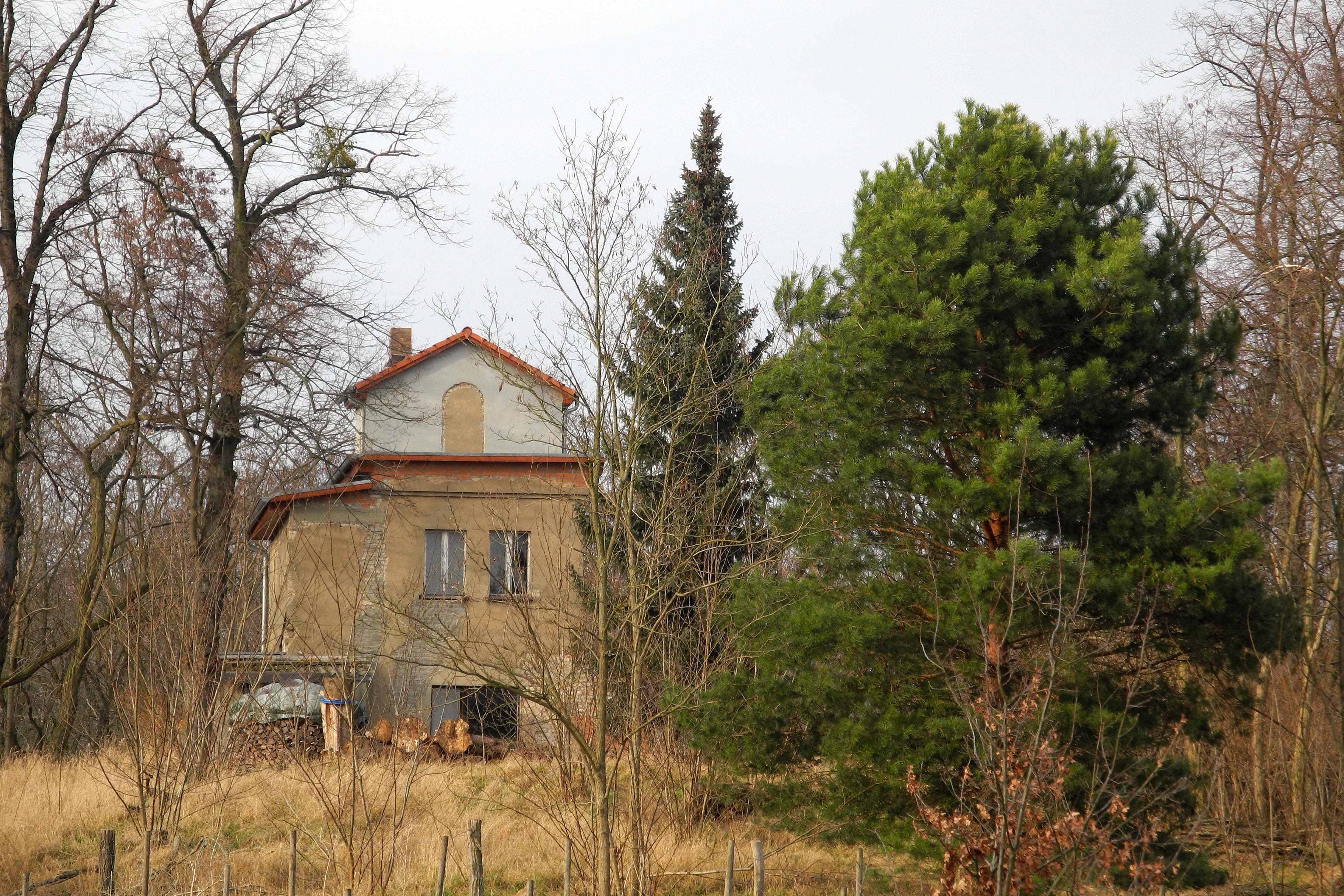
Gerlachshöhe 2018

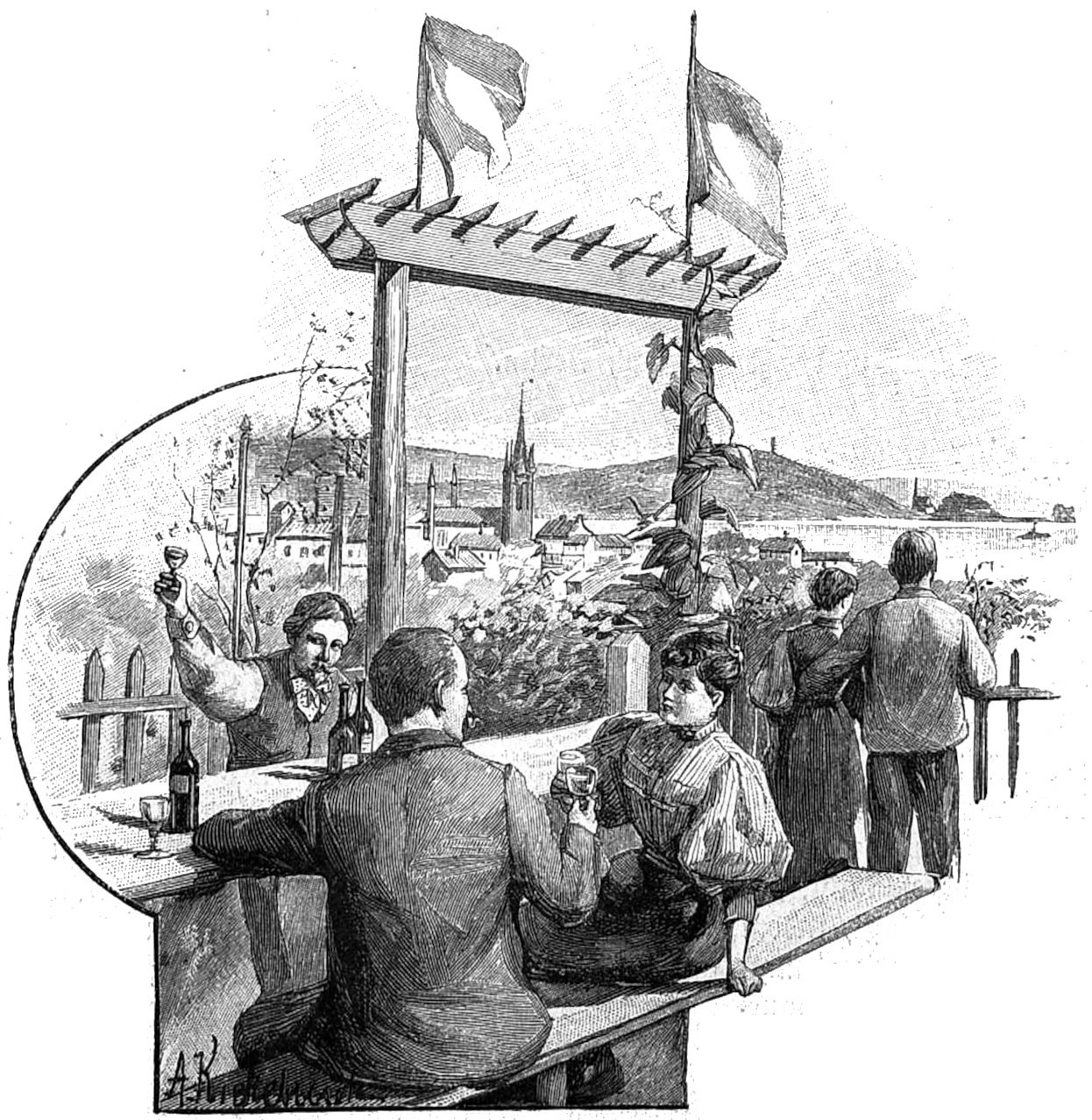
Gerlachshöhe in Die Gartenlaube 1894

Als Gerlachshöhe wurde und wird ein Grundstück bzw. ein Gebäudekomplex im Stadtgebiet von Werder im Land Brandenburg bezeichnet. Die Gerlachshöhe war neben der Bismarckhöhe, der Friedrichshöhe und der Wachtelburg früher ein beliebtes Ausflugslokal, örtlich auch als „Höhengaststätte“ bezeichnet. Sie war die Kleinste der Höhengaststätten in Werder und nur kurzzeitig in Betrieb. Entstanden sind die ersten Gebäude in der Zeit nach 1875 auf einem Grundstück, das damals die Bezeichnung „Acker auf dem Kesselberge“ trug.

## Geschichte
Das Grundstück auf dem Höhenzug von der Eisenbahnstraße bis zum Hohen Weg gehörte ab 1859 dem „Rathmann“ und Weinbergbesitzer Daniel Friedrich Wehenberg. Im Jahr 1871 wurde es vom Weinbergbesitzer Friedrich Thum erworben, jedoch schon zwei Jahre später an die Werdersche Brauerei-AG weiterveräußert. Bereits 1874 erwarb der Maler und Rentier Ferdinand August Gerlach das Grundstück und überließ es knapp zwei Jahre später seinem Sohn, Carl Gerlach. Ferdinand August Gerlach zog mit seiner Frau in das für beide geschaffene Altenteil, das „Gerlachhäuschen“. Der Name „Gerlachshöhe“ soll in dieser Zeit entstanden sein.
Im Jahr 1889 kaufte das Anwesen Friederike Kohlschütter. Es bestand um 1894 aus dem Wohnhaus mit einem Aussichtsturm, einer Halle, einem Gartenhaus, einem Motorenhaus und einem Stall. Gottlieb Kohlschütter, Dachdeckermeister, erwarb 1900 eine Schankerlaubnis, sodass die Gerlachshöhe zur Gastwirtschaft wurde. Nach 1905 sind mehrere Eigentümerwechsel und Konkurse vermerkt. Im Juni 1912übernahm Frau Katharina Richter den Besitz und betrieb eine Pension mit Ausschank. Sie heiratete einen Wilhelm Lüsch. Nach der Schlacht bei Tannenberg Ende August 1914 wurde von ihnen der Name „Hindenburghöhe“ eingeführt. Tannenberg erfuhr im Kaiserreich eine propagandistische Überhöhung. Dieser Name wurde aber von den Werderanern nicht akzeptiert und es blieb bei der Gerlachshöhe im Sprachgebrauch. Die Gastwirtschaft auf dem Anwesen wurde nur noch bis in die 1920er-Jahre betrieben, vermutlich wegen der starken Konkurrenz von Friedrichs- und Bismarckhöhe, die sich in der Nähe befinden und den Nachwirkungen des Ersten Weltkrieges. Der Ministerialrat Dr. Otto Jöhlinger kaufte das Anwesen 1923 samt Mietshaus am Hohen Weg, dem Gerlachshäuschen und dem Turmhaus.

## Jüngere Geschichte
Die nach 1875 erbaute Gerlachshöhe war seit 1994 ungenutzt und stand teilweise leer. Der heutige Besitzer stellte im Jahr 2012 mehrere Artikel zur Gerlachshöhe ins Internet. Daraufhin meldete sich der damalige Besitzer bei ihm, dessen Vorfahren das Anwesen 1923 gekauft hatten. Die jüdischen Besitzer wurden 1938 von den Nationalsozialisten enteignet. Der Nachfahre bekam das Grundstück in den 1990er-Jahren rückübertragen. Im Jahr 2013 trafen sich beide und so konnte ein Jahr später der jetzige Eigentümer das Grundstück samt des zweistöckigen Mietshauses, das dort um 1900 gebaut wurde, erwerben.